# Архитектура Австралии
Архитектура Австралии включает в себя архитектуру Австралийского Союза и его коренных и колониальных обществ. Архитектурные стили колониального периода находились под сильным влиянием британской культуры. Тем не менее, необходимость адаптации к уникальному климату Австралии и новые веяния XX века привели растущему влиянию американского городского дизайна и диверсификации культурных вкусов и требований все более мультикультурного австралийского общества.
Согласно постановлению Нового Южного Уэльса 1829 года новые частные дома строились на расстоянии не менее 14 футов от улицы, для обеспечения достаточного пространства перед каждым домом для палисадника.
К началу XX века австралийцы приняли американский стиль передних дворов (front garden) без заборов, для создания парковых улиц, поощрения добрососедских отношений, предотвращения антисоциального поведения и преступности.
Среди известных австралийских архитектурных стилей жилой архитектуры — «квинсландер» (англ. Queenslander, частные городские дома из дерева на сваях, для лучшей циркуляции воздуха и защиты от термитов), а также «федерация» (англ. Federation architecture, был популярен в 1890—1920 гг.). 
Среди австралийских объектов всемирного наследия ЮНЕСКО — Сиднейский оперный театр, Королевский выставочный центр и Каторжные поселения Австралии.
|  |  |  |  |

## История
В колониальный период первые европейские здания были производной европейской моды того времени. Правительственные здания и дома богатых строились в георгианском стиле. С начала австралийской золотой лихорадки в середине XIX века в Мельбурне и Сиднее, и в меньшей степени в региональных центрах, появляются крупные здания, в стиле викторианской архитектуры. Одними из наиболее значительных архитектурных веяний в австралийской архитектуре были стиль «федерация» (англ. Federation architecture) на рубеже XIX—XX веков, и современные стили конца XX века.
Ключевую роль в архитектурный облик Канберры, австралийской столицы, внёс американский архитектор и ландшафтный дизайнер Уолтер Берли Гриффин. Наследие его уникального дизайна прослеживается на некоторых зданиях Мельбурна и пригорода Сиднея Каслкрэг. Каслкрэг, также спланированный Гриффином, имеет ряд домов, построенных в органическом модернистском стиле, который мастер разработал под впечатлением школы прерий, в рамках которой он творил на заре своей карьеры в Соединенных Штатах. В создании простых, с плоскими крышами коттеджей, которые построены Гриффином в Канберре, использованы инновационные запатентованные методы для бетонного строительства.
Как в других странах мира, в формировании австралийской архитектуры сыграли свою роль социально-политические факторы. В начале XX века во всех городах Австралии было запрещено строить здания выше 150 футов (45 м), что препятствовало развитию небоскребов в американском стиле, пока запрет не был снят в конце 1950-х. Также популярным стало понятие «австралийской мечты», когда семьи стремятся владеть своими домами с земельными участками.
В 1960-е годы, в связи с запретом рушить исторические здания восемнадцатого века и застраивать парковые зоны (например, Королевский ботанический сад в Сиднее), начинается бум небоскребов, особенно в Сиднее.
В XXI веке, многие австралийские архитекторы приняли авангардистский подход к дизайну, что позволило создать по-настоящему уникальные здания, отражающие культуру и ценности Австралии. В результате австралийский опыт начинает распространять своё влияние за границей, а не наоборот, как это обычно происходило.

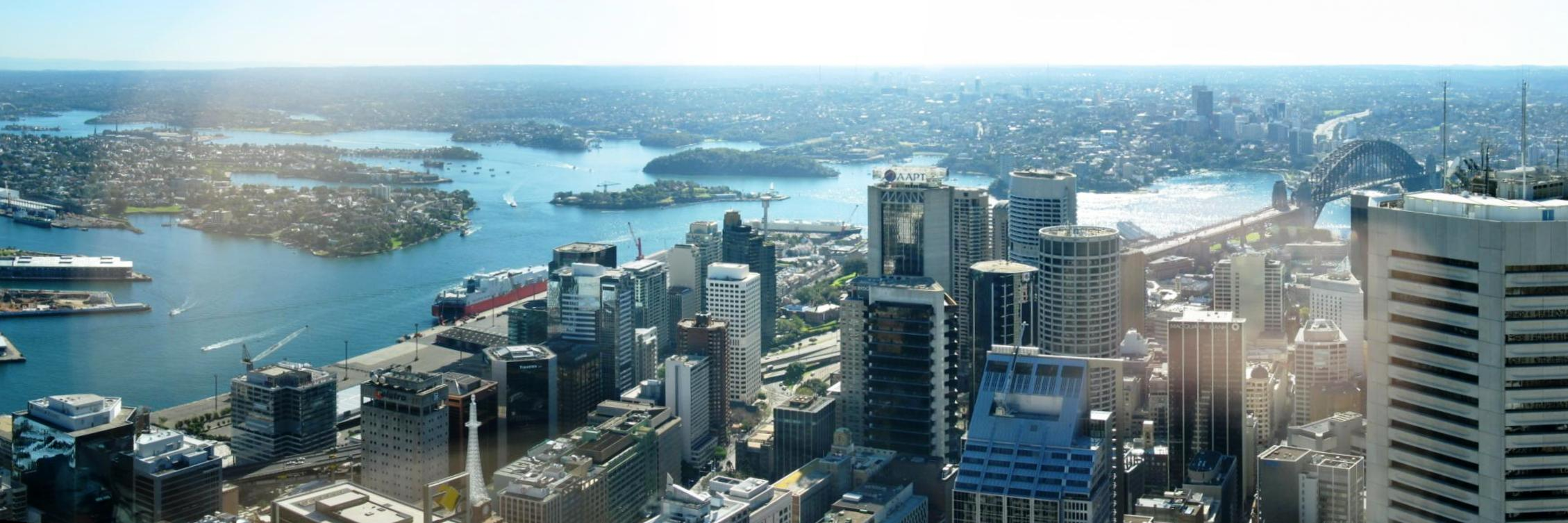
Панорамный вид бухты Сиднея.

|  |  |  |  |